# NGC 7711
NGC 7711 (również PGC 71836 lub UGC 12691) – galaktyka soczewkowata (S0), znajdująca się w gwiazdozbiorze Pegaza. Odkrył ją William Herschel 14 października 1784 roku.